# Sabrina (película de 1995)
Sabrina es una película estadounidense de 1995 dirigida por Sydney Pollack sobre un guion de Barbara Benedek y David Rayfiel y protagonizada por Julia Ormond y Harrison Ford. Sería nominada a dos Premios Óscar de la Academia en 1996.

## Argumento
Sabrina Fairchild (Julia Ormond) es la joven hija de Thomas, el chófer de la familia Larrabee, y ha estado enamorada de David Larrabee (Greg Kinnear) toda su vida, pero él nunca se ha fijado sinceramente en ella. Sabrina viaja a París para una pasantía de moda en Vogue y regresa como una mujer atractiva, sofisticada y hermosa. David, después de no reconocerla inicialmente, se siente rápidamente atraído por ella a pesar de estar recién comprometido con la doctora Elizabeth Tyson.
El hermano mayor de David, Linus (Harrison Ford), es un adicto al trabajo y busca sacar ventaja de la prometida de su hermano menor. Linus teme que la inminente boda de David con la muy adecuada Elizabeth pueda estar en peligro. Si la boda se cancelara, también podría afectarse una lucrativa fusión con la empresa familiar de la novia: Tyson Electronics, dirigida por su padre Patrick. Esto podría costarle a la Corporación Larrabee, dirigida por Linus y su madre Maude, muchos millones de dólares si la relación entre las dos familias se complica.
Linus intenta redirigir el afecto de Sabrina hacia sí mismo y funciona, se muestra como un hombre sentimental y que busca una compañera, mientras su hermano sufre un accidente que lo deja en la obligación de mantenerse aislado y en descanso; pero en el proceso Linus también se enamora de Sabrina. Reacio a admitir sus sentimientos, Linus le confiesa su plan empresarial a Sabrina en el último momento y la envía triste de regreso a París. Antes de que ella tome su avión a París, su padre le informa que durante los años de trabajo como chófer del Sr. Larrabee, escuchaba cuando el Sr. Larrabee vendía acciones en la bolsa de valores, empezando a negociar con sus ahorros, vendía y cuando el Sr. Larrabee compraba, él también compraba acciones. Sabrina le dice en tono de broma "Papá, ¿me estás diciendo que tienes un millón de dólares?" Su padre le dice que no, que tiene un poco más de dos millones ahorrados como resultado de las inversiones en la bolsa de valores y su madre querría que ella los tuviera.
Mientras tanto, Linus se da cuenta de sus verdaderos sentimientos por Sabrina, y es inducido por David y su madre a seguirla a París. Ellos notaron el amor de Linus por ella y promueven ellos mismos la fusión con Tyson Electronics, con el fin de liberar a Linus de tal empresa. Linus viaja y le revela su amor a Sabrina, finalmente besándola.
Aunque con pequeños cambios, la película es una adaptación del filme también titulado Sabrina dirigido en 1954 por Billy Wilder y protagonizado por Humphrey Bogart, Audrey Hepburn y William Holden.

## Reparto
- Julia Ormond - Sabrina Fairchild
- Harrison Ford - Linus Larrabee
- Greg Kinnear - David Larrabee
- Nancy Marchand - Maude Larrabee
- John Wood - Tom Fairchild
- Richard Crenna - Patrick Tyson
- Angie Dickinson - Sra. Ingrid Tyson
- Lauren Holly - Elizabeth Tyson
- Dana Ivey - Mack
- Miriam Colon - Rosa
- Elizabeth Franz - Joanna